# Schedotrioza distorta
Schedotrioza distorta är en insektsart som beskrevs av Taylor 1990. Schedotrioza distorta ingår i släktet Schedotrioza och familjen spetsbladloppor. Inga underarter finns listade i Catalogue of Life.